# Bystřice pod Hostýnem
Bystřice pod Hostýnem (německy Bistritz am Hostein) je město v okrese Kroměříž ve Zlínském kraji, 23 km severovýchodně od Kroměříže. Leží na úpatí Hostýnských vrchů. Žije zde přibližně 8 000 obyvatel. 3 km od centra města se nachází poutní místo Hostýn.
O Bystřici pod Hostýnem je první písemná zpráva z 8. ledna 1368, městem se však stala až roku 1864. Největší růst a rozvoj Bystřice pod Hostýnem zažila po roce 1861, kdy zde Michael Thonet založil svou továrnu na výrobu ohýbaného nábytku, která zde funguje do dnešního dne.
Na konci 18. století zde vznikla keramická manufaktura, která produkovala především anglické nádobí, ale také psací potřeby, nočníky, bidety, svícny či hlavičky k dýmkám. Výroba byla ukončena už roku 1807, produkty s vtlačeným nápisem Bistritz však nalezneme v prodeji starožitností dodnes. Dva talíře jsou dokonce umístěny ve sbírce muzea porcelánu v Sévres.[chybí lepší zdroj]

## Vzdělání
V Bystřici pod Hostýnem se nachází dvě základní školy, Základní škola T. G. Masaryka a Základní škola Bratrství Čechů a Slováků, a jedna střední škola, Střední škola nábytkářská a obchodní.

## Obyvatelstvo

### Struktura
Vývoj počtu obyvatel za celou obec i za jeho jednotlivé části uvádí tabulka níže, ve které se zobrazuje i příslušnost jednotlivých částí k obci či následné odtržení.
| Místní části   | Místní části               | 1869 | 1880 | 1890 | 1900 | 1910 | 1921 | 1930 | 1950 | 1961 | 1970 | 1980 | 1991 | 2001 | 2011 | 2017 | 2018 |
| -------------- | -------------------------- | ---- | ---- | ---- | ---- | ---- | ---- | ---- | ---- | ---- | ---- | ---- | ---- | ---- | ---- | ---- | ---- |
| Počet obyvatel | část Bystřice pod Hostýnem | 3368 | 4120 | 5088 | 5438 | 6162 | 5820 | 6049 | 6452 | 7252 | 7605 | 8462 | 8441 | 8787 | 8186 | 8271 | 8177 |
| Počet domů     | část Bystřice pod Hostýnem | 433  | 539  | 672  | 733  | 843  | 929  | 1133 | 1467 | 1497 | 1631 | 1678 | 1944 | 2030 | 2098 |      |      |

## Pamětihodnosti
- Zámek
- Kostel sv. Jiljí
- Radnice z roku 1595 (přestavěna 1842)
- Pranýř

## Galerie

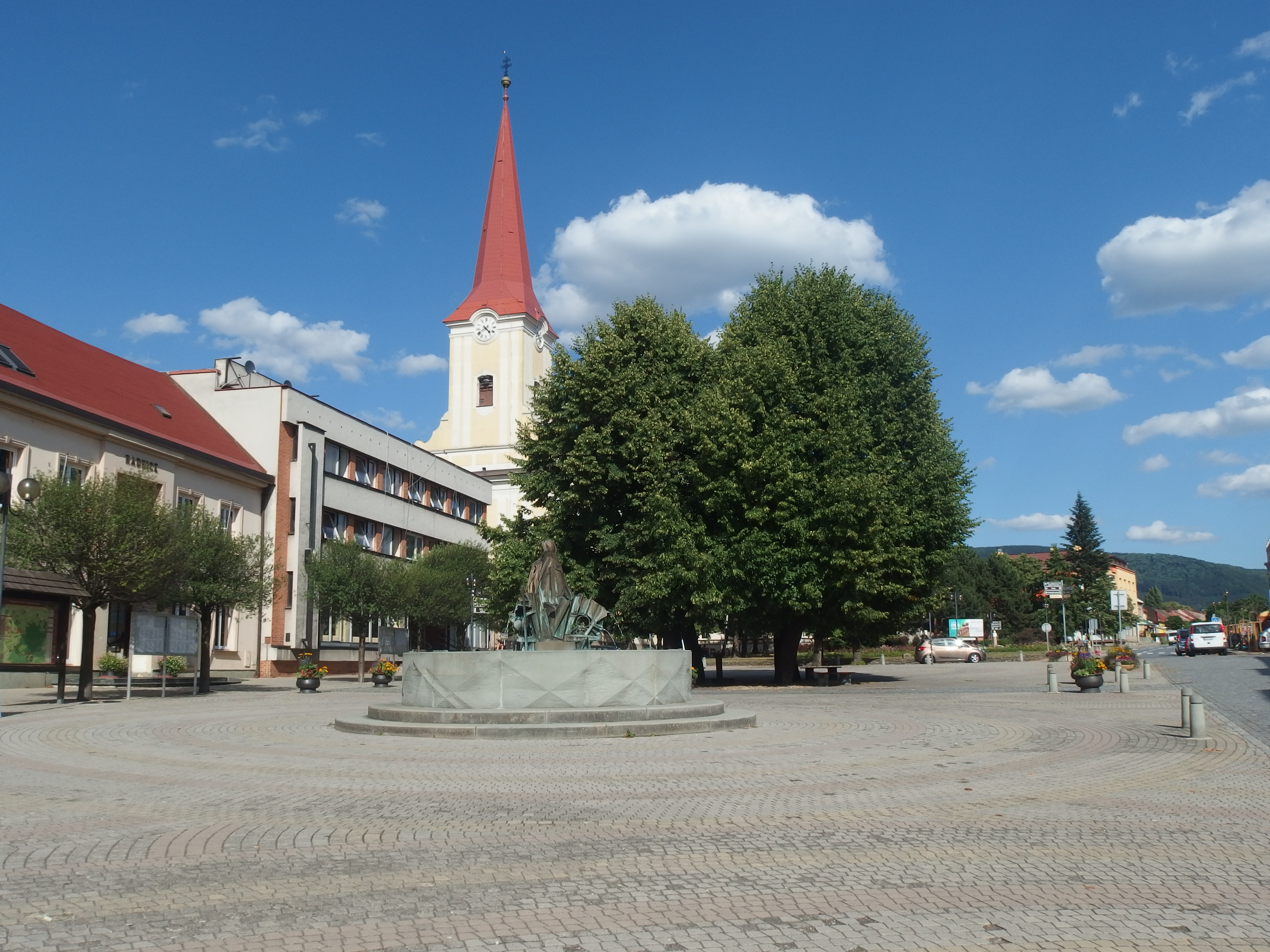
Masarykovo náměstí
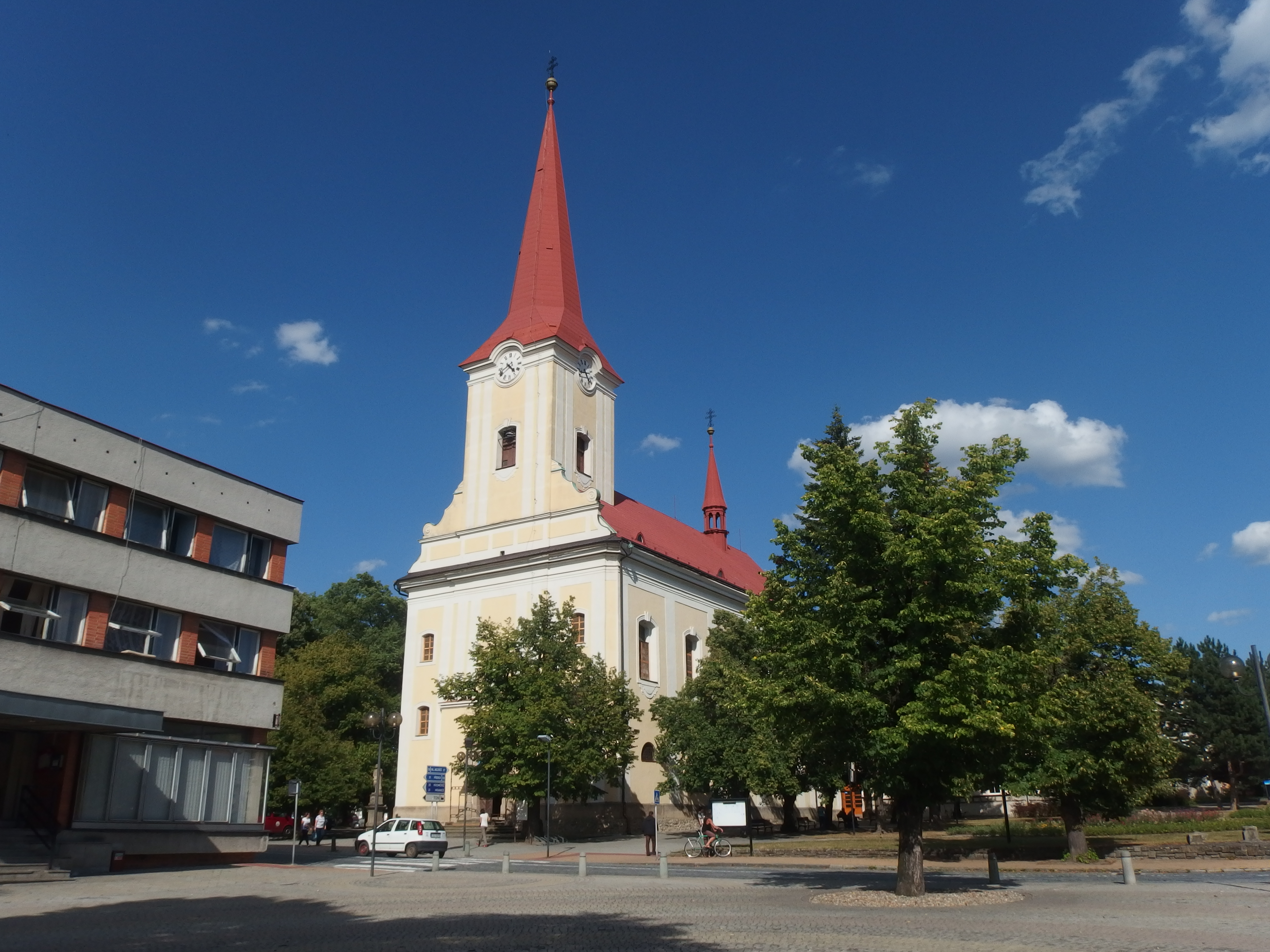
Kostel sv. Jiljí
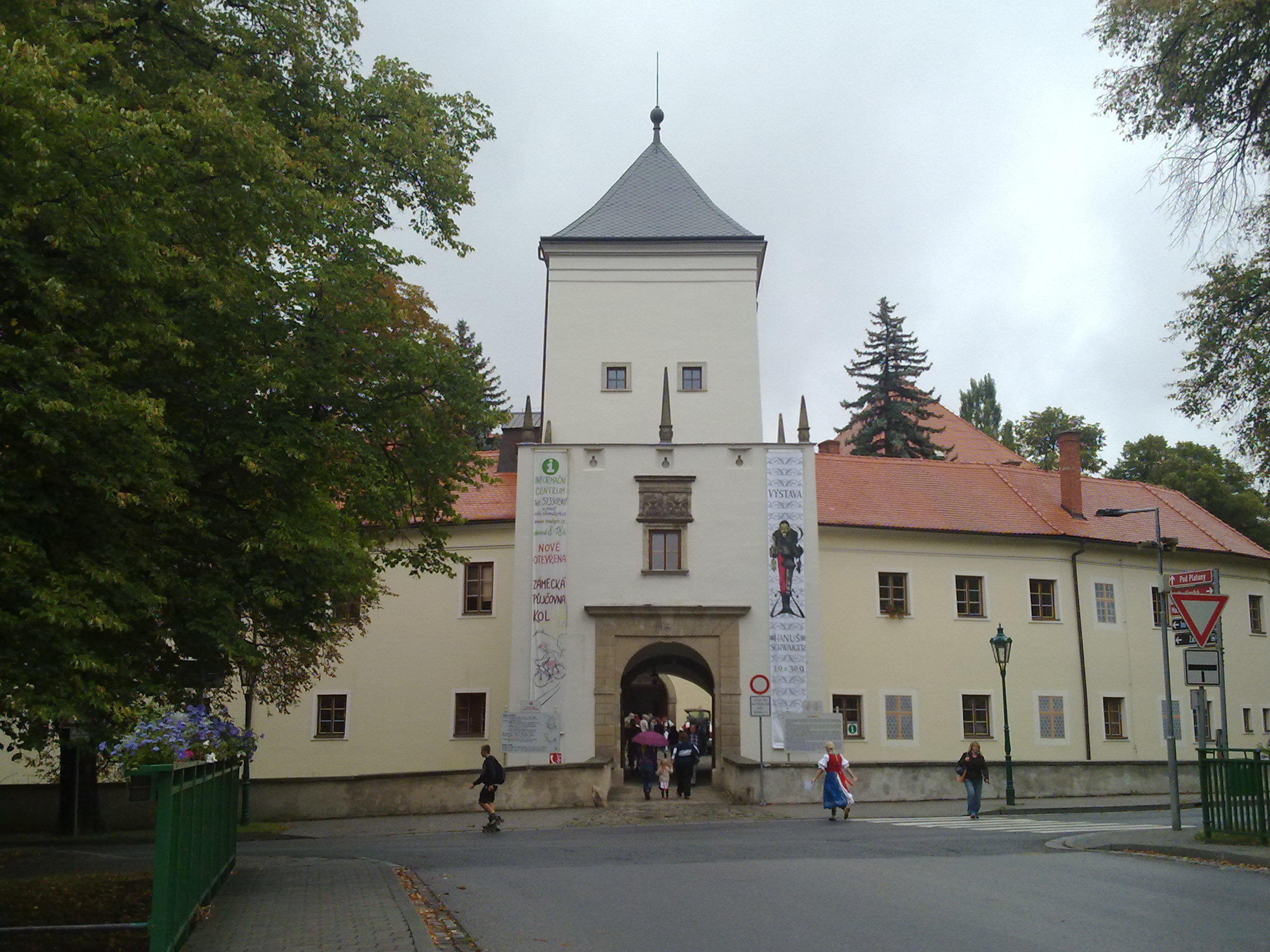
Zámek, dnes muzeum
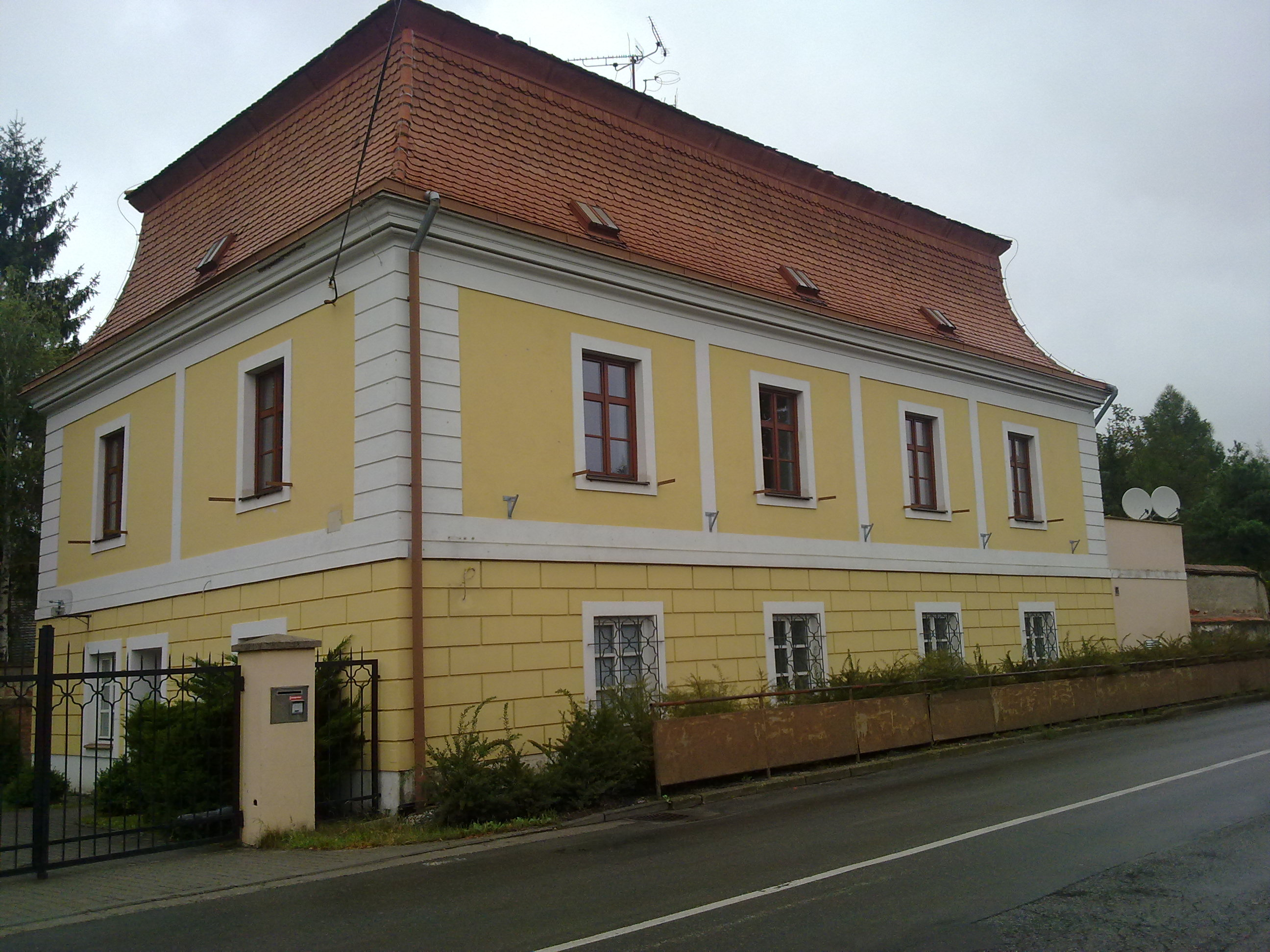
Měšťanský dům z 18. stol.
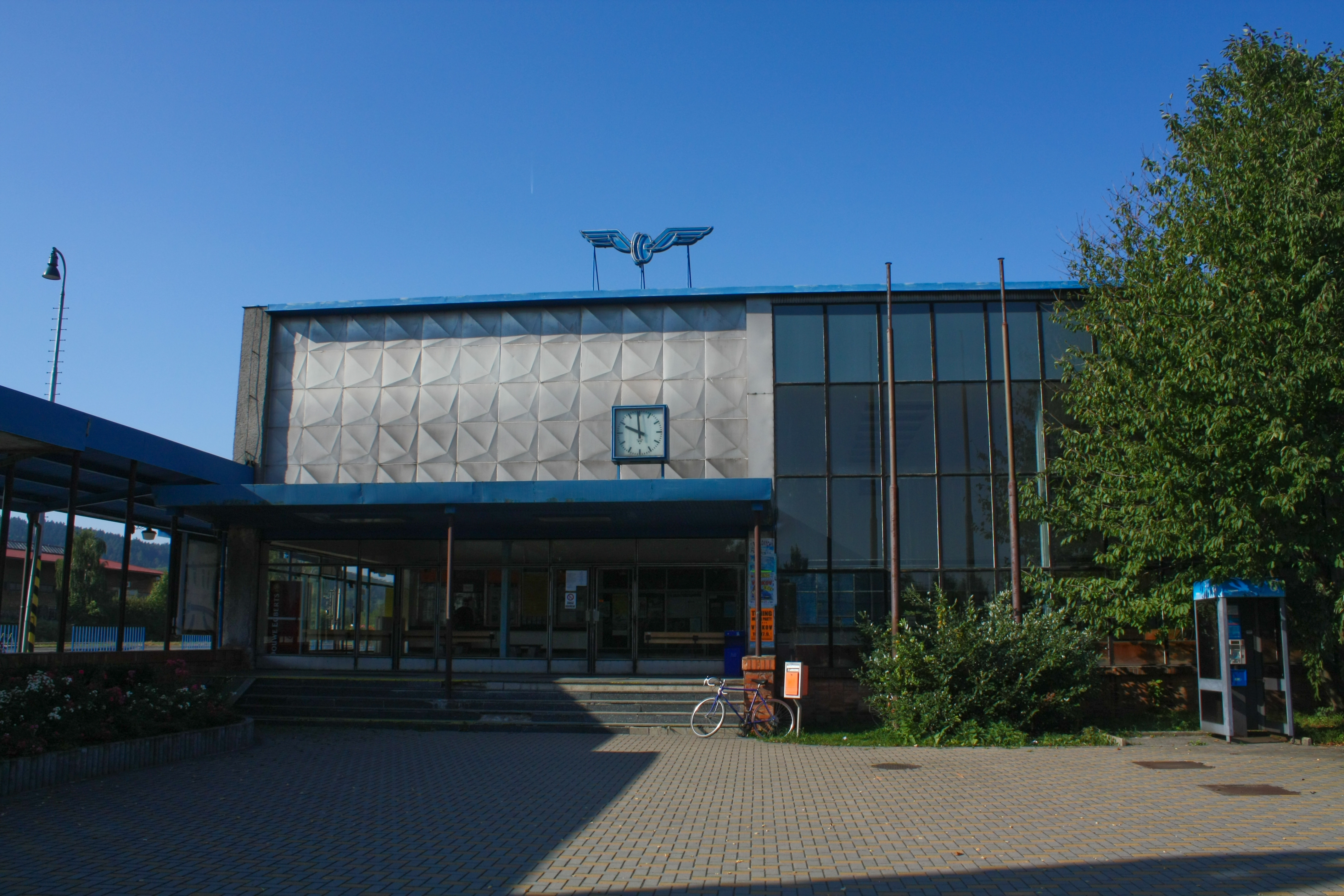
Nádraží

### Moderní architektura
Ve dvacátých letech přispěl Bystřici pod Hostýnem cennými díly také Bohuslav Fuchs, vedoucí postava moderní architektury v českých zemích, architekt značného mezinárodního uznání a významu. Dle jeho návrhu byla postavena část sokolovny a ředitelství firmy Tauber.

### Ohýbaný nábytek
V roce 1861 vznikla v Bystřici pod Hostýnem továrna na ohýbaný nábytek. Zakladatelem byl Michael Thonet, který se zasloužil o průmyslový rozvoj Bystřice. Továrna byla ve své době největší svého druhu, stala se vývojovým centrem celé firmy Gebrüder Thonet a exportovala své výrobky do celého světa.
Odkazem Michaela Thoneta je prosperující továrna na ohýbaný nábytek TON a. s. navazující na thonetovskou tradici a Thonetova vila s moderní prodejní expozicí firmy TON a. s.

### Kašna Panny Marie Hostýnské
Panna Maria je centrální sochou celé kašny. Její rozevřený plášť nabízí ochranu pro všechny, kdo se k ní utíkají. V pokoře přijímá své poslání. Její vlasy se mění v blesky, které zasáhly proti dobyvatelům města Bystřice. Celá kompozice kašny tvoří liliový květ, ze kterého tryská Boží moudrost v podobě tří Archandělů – Rafaela, Michaela a Gabriela, kteří v symbolické podobě hlásají světu naději, jež je pramenem naší radosti. Kašna byla vytvořena roku 1994, autorem je akademický sochař Daniel Ignác Trubač.

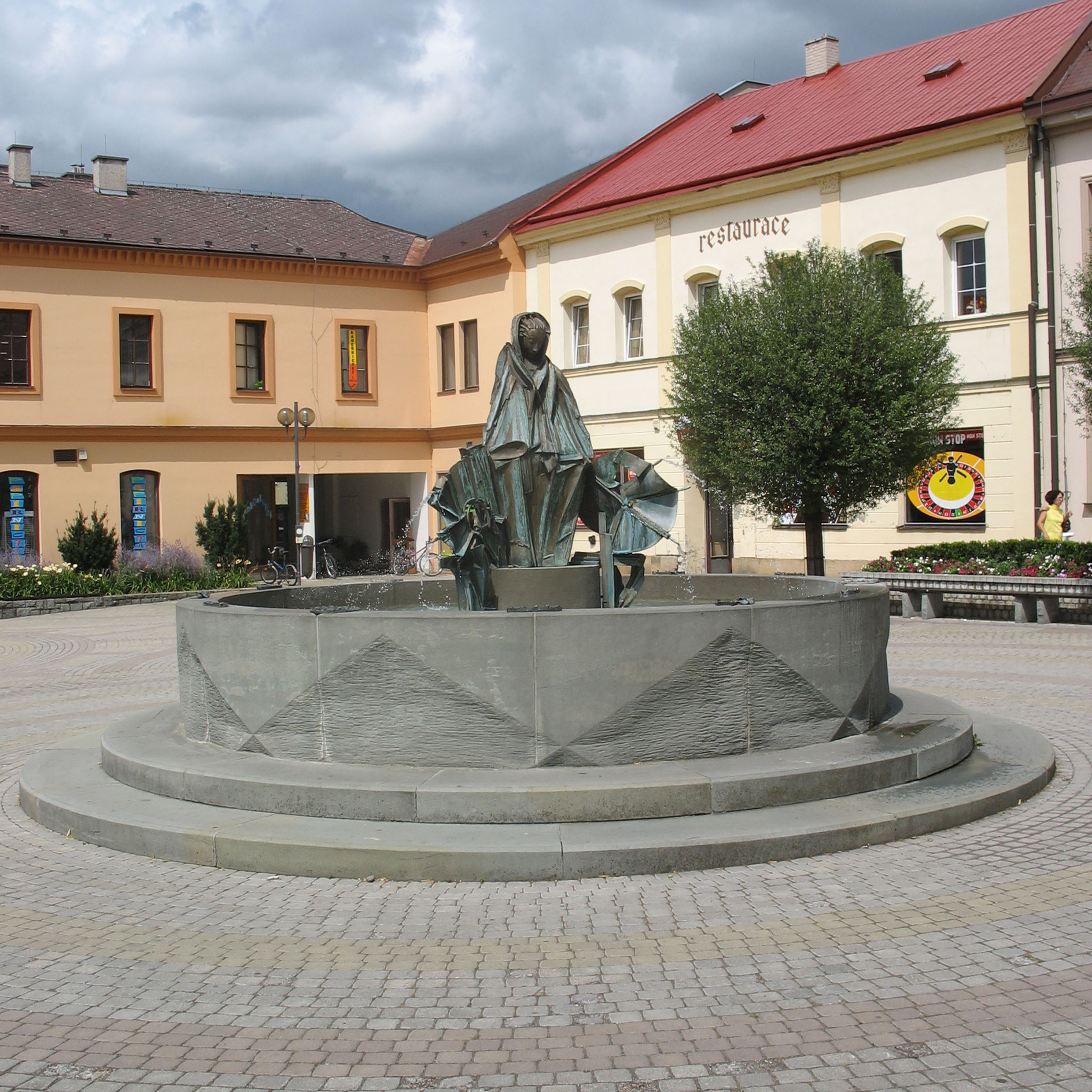
Kašna Panny Marie Hostýnské
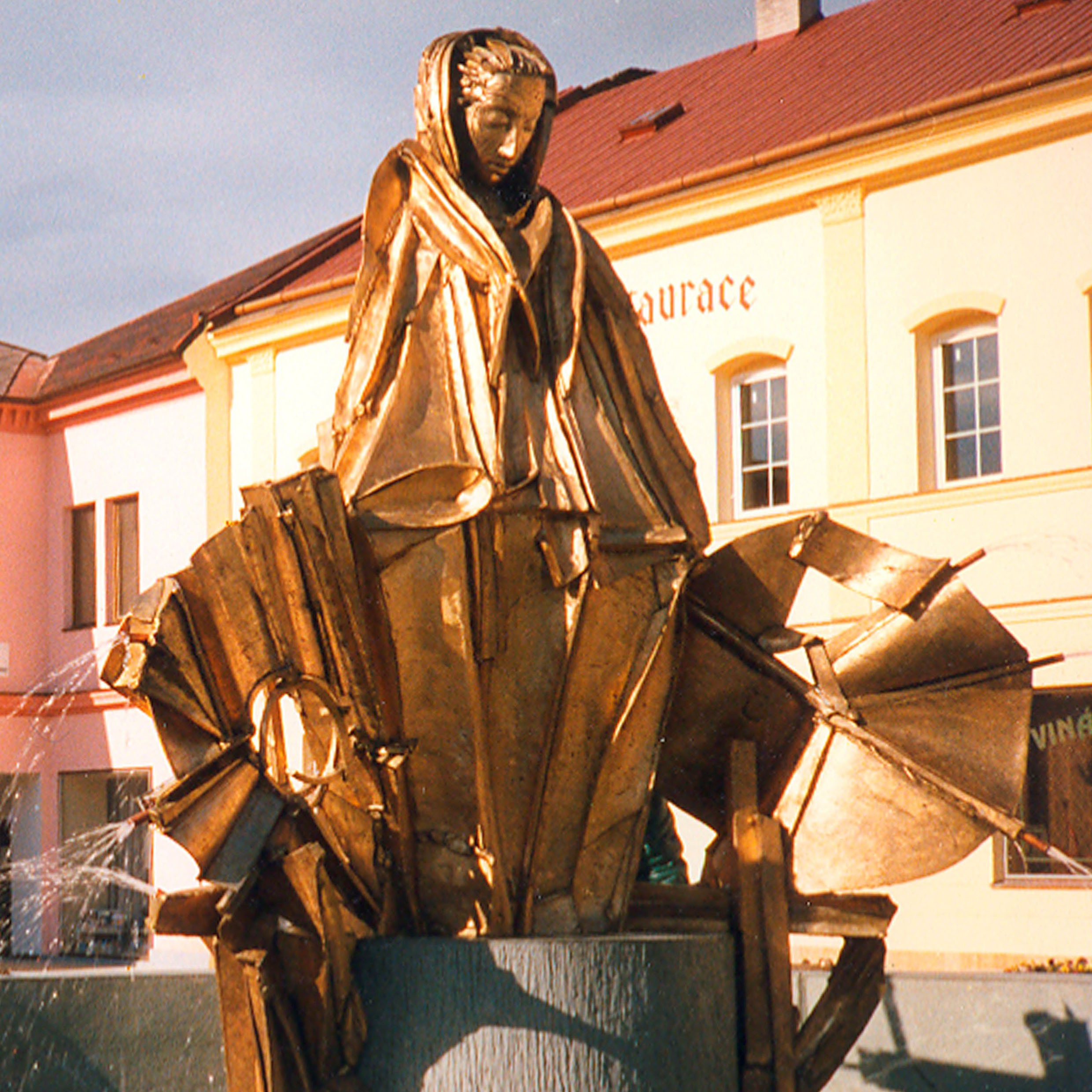
Panna Maria Hostýnská
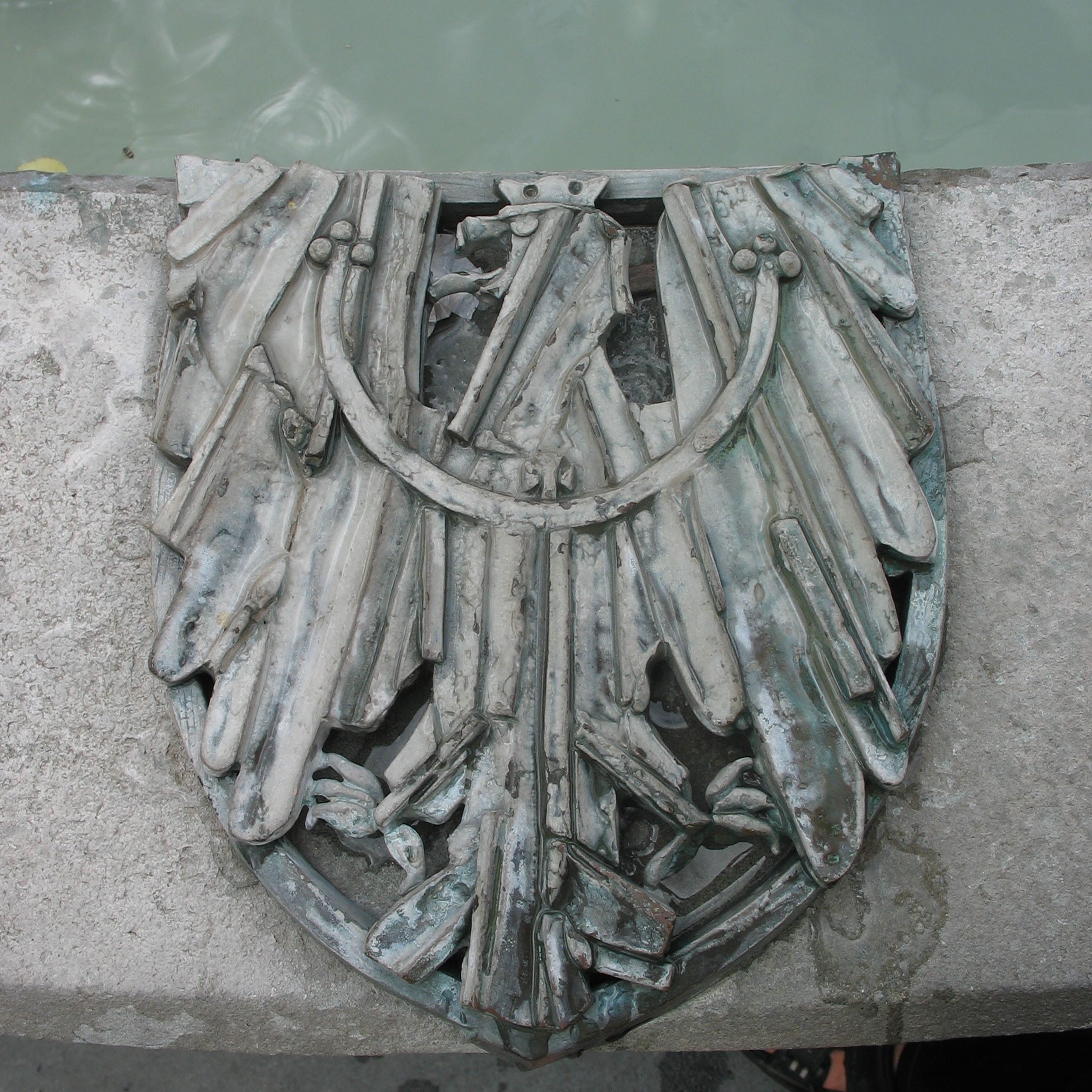
Slezská orlice
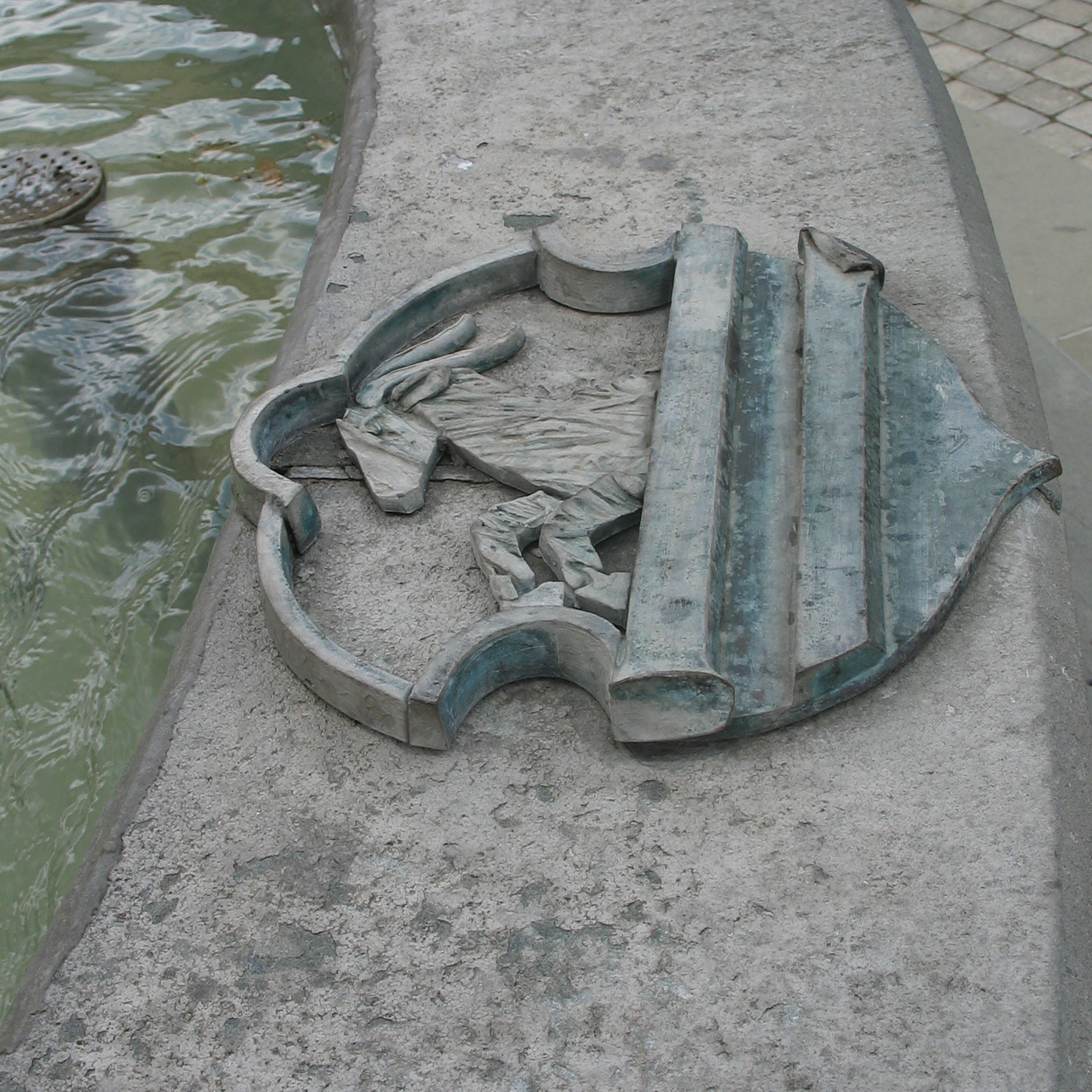
znak města Bystřice pod Hostýnem

## Části města
- Bystřice pod Hostýnem
- Bílavsko
- Hlinsko pod Hostýnem
- Rychlov
- Sovadina

## Osobnosti
- František Eduard Bednárik (1902–1960), architekt
- Theodor Čejka (1878–1957), esperantista
- Bohuslav Fuchs (1895–1972), věhlasný architekt
- Ferdinand Greinecker (1893–1952), hudební skladatel
- Vladimír Kozák (1897–1979), etnograf
- Pavel Hejcman (1927–2020), český spisovatel, v letech 1990–1998 starosta města
- Josef Holík (* 1933), lékař
- Antonín Horák (1900–1965), zahradník a podnikatel, zakladatel Horákových školek
- Bohumil Jahoda (1910–1969), sochař
- Jaroslav Kozlík (1907–2012), český pedagog a volejbalista
- Ernst Laudon (1832–1915), rakouský šlechtic a politik z Moravy, majitel zámku a panství Bystřice pod Hostýnem
- Klaudius Madlmayr (1881–1963), architekt
- Antonín Milis (* 1954), malíř a sochař
- František Ondrúšek (1861–1932), malíř
- Miloslav Pospíšil (1918–1951), československý člen protikomunistického odboje
- Adolf Procházka (1869–1931), soudce, senátor
- Jan Sládek (1898–1983), varhaník, hudební skladatel, zakladatel ZUŠ
- František Sušil (1804–1868), kněz, sběratel lidových písní
- František Táborský (1858–1940), spisovatel, překladatel a historik
- Michael Thonet (1796–1871), podnikatel, truhlář, vynálezce a návrhář nábytku
- Daniel Ignác Trubač (* 1969), český akademický sochař, autor kašny
- Libor Vojkůvka (1947–2018), malíř
- Alfons Waissar (1895–1971), hudební vědec, zpěvák a muzejní pracovník
- Felix Zbořil (1916–1991), pilot RAF

## Partnerská města
- Salzkotten, Německo (výměnné pobyty žáků ZŠ Bratrství Čechů a Slováků z Bystřice pod Hostýnem a žáků Gesamtschule Salzkotten)
- San Giovanni di Natisone, Itálie